# Desembocadura

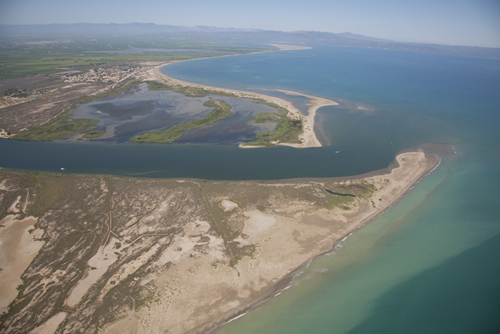
Fotografía aérea del Ebro en su tramo final desembocando al mar Mediterráneo por el delta del Ebro

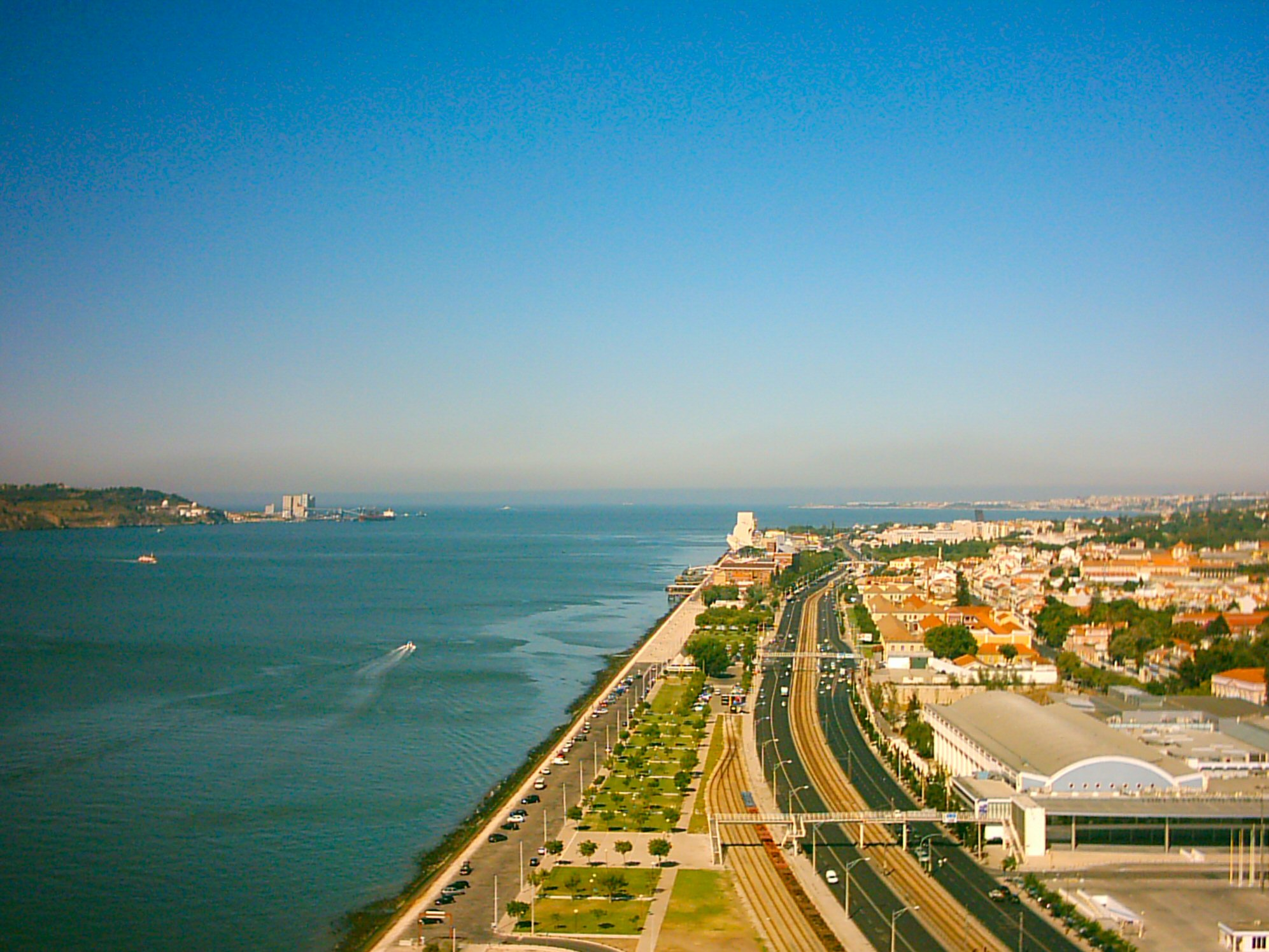
Desembocadura del Tajo en Lisboa.

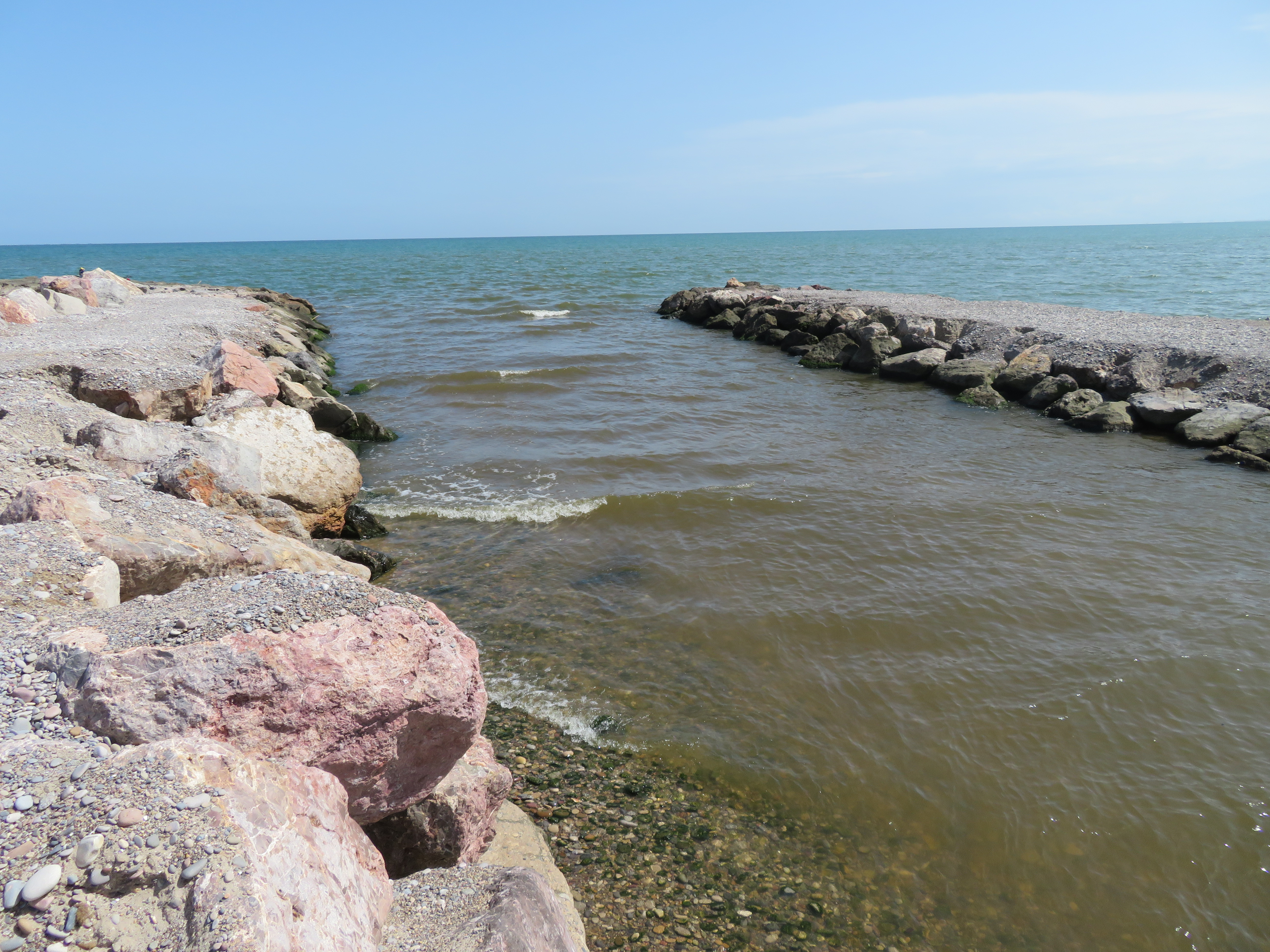
Desembocadura del Canal de Nules al mar Mediterráneo.

La desembocadura es la parte más baja de un flujo de agua, como un río, arroyo, o canalo de riego, es decir, aquella sección del curso de agua donde vierte las aguas al mar, a otro río, arroyo o a un lago.
Puede tener las siguientes formas:
- Estuario
- Ría
- Delta

Las desembocaduras de cursos de agua al mar son, generalmente, lugares de alta diversidad biológica, por tratarse del lugar donde el agua dulce y la salada se combinan para formar aguas más o menos salobres, y donde los nutrientes y sedimentos transportados por el río se diluyen y precipitan. Una desembocadura a menudo se prolonga bajo el agua mediante una zona de sedimentación o mediante un cañón submarino.